# Rötliches Spitzhörnchen
Das Rötliche Spitzhörnchen (Tupaia ferruginea) kommt auf Sumatra und auf Tanahbala, der größten der Batu-Inseln vor.

## Merkmale
Das Rötliche Spitzhörnchen erreicht eine Kopf-Rumpf-Länge von 17,5 bis 20 cm, hat einen 14 bis 17,5 cm langen Schwanz, Ohren von 1,4 bis 1,6 cm Höhe und 4,1 bis 4,3 cm lange Hinterfüße. Die buschigen Haare des Schwanzes sind etwa 2 cm lang. Das Gewicht der Tiere wurde bisher nicht ermittelt. In der Fellfärbung ähnelt das Rötliche Spitzhörnchen dem Gewöhnlichen Spitzhörnchen (Tupaia glis) von der Malaiischen Halbinsel, ist aber etwas rötlicher gefärbt. Wie viele andere Tupaia-Arten auch zeigt es auf den Schultern helle, kurze Streifen. Der Hals ist grau mit einem rötlichen Einschlag. Die Bauchseite ist grau gefärbt. Die Weibchen haben vier Zitzen.

## Lebensweise

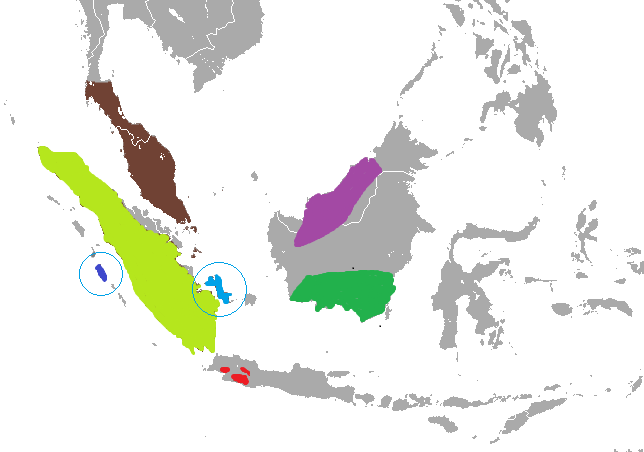
Verbreitungsgebiete verschiedener Spitzhörnchenarten.
T. glis
T. ferruginea
T. discolor
T. chrysogaster
T. hypochrysa
T. salatana
T. longipes

Über das Verhalten, die Lebensweise, die Ernährung, die Aktivitätsmuster und die Vermehrung des Rötlichen Spitzhörnchens ist bisher nichts bekannt. Wie andere Spitzhörnchen wird es sich vor allem von Insekten und Früchten ernähren.

## Systematik
Das Rötliche Spitzhörnchen wurde im Jahr 1821 durch den britischen Forscher Thomas Stamford Raffles erstmals wissenschaftlich beschrieben und galt lange Zeit als Unterart des Gewöhnlichen Spitzhörnchens (Tupaia glis). Genaue morphometrische Untersuchungen der Proportionen der Hände führten schließlich dazu, dass das Rötliche Spitzhörnchen im Jahr 2013 als eigenständige Art anerkannt wurde.

## Gefährdung
Über den Bestand und eine eventuelle Gefährdung des Rötlichen Spitzhörnchens können keine Angaben gemacht werden, da zu wenig Daten vorliegen. Sein Verbreitungsgebiet ist stark von Entwaldung betroffen.